# Theretra papuensis
Theretra papuensis är en fjärilsart som beskrevs av James John Joicey och Talbot 1921. Theretra papuensis ingår i släktet Theretra och familjen svärmare. Inga underarter finns listade i Catalogue of Life.